# Nattens broar
Nattens broar är en diktsamling av Artur Lundkvist utgiven 1936. Dikterna är influerade av surrealismen och präglas av ett drömlikt bildspråk. Boken innehåller bland annat dikten Om natten älskar jag någon jag aldrig kan finna om dagen... som finns med i många antologier.
Om Nattens broar skrev Johannes Edfelt i Bonniers Litterära Magasin att det vore "ett ofruktbart företag att efterforska "meningen" i denna poesi. Den vädjar inte till förnuftet; den vill egentligen intet annat än att i sitt förtätade symbolspråk suggerera en stämning hos läsaren... den flora, poeten frammanar, tillhör dröm- och instinktslivets undervattensvegetation, och denna djuphavsvärld utövar sin säregna fascination. Att läsa dessa dikter är som att företaga en resa i ett förtrollat drömlandskap, svårt att orientera sig i, fullt av rusande dofter, och överspolat av ett underligt flackande ljus."